# Corbie
Corbie je francouzská obec v departementu Somme v regionu Hauts-de-France. V roce 2010 zde žilo 6 388 obyvatel. Je centrem kantonu Corbie